# على بن أحمد بن محمد الشرفي
علي بن أحمد بن محمد الشرفي الصفاقسي الشَرفي بفتح الشين نسبة إلى مدينة في الاندلس تسمّى الشرف (958 ه/ 1559 م)، هو جغرافي ورياضي وفلكي ولد في صفاقس وعاش بها. وهو من عائلة علمية أصلها أندلسي اشتهرت بوضع الخرائط. وله أخٌ اعتنى بعلم الخرائط اسمه محمد بن احمد بن محمد الشرفي الصفاقسي، له كتاب سماه الطبلة يشتمل على ثمان خرائط جغرافية منها تقويم شمسي ومرتسم دائري يمثل طول النهار لكل شهر من السنة الشمسية وخارطة شمال أفريقيا وخريطة السواحل الإسبانية وسواحل البحر الأسود والبحر الأبيض المتوسط وخارطة البلدان الإسلامية بالنسبة إلى مكة المكرمة وأسماء الشهور الشمسية وأقسام كل شهر بالأيام وهو تقويم قديم يعمل به إلى الآن في شمال أفريقيا.